# SN 2005bq
SN 2005bq – supernowa typu Ic odkryta 17 kwietnia 2005 roku w galaktyce IC4367. W momencie odkrycia miała maksymalną jasność 18,30m.